# El hombre de Londres
El hombre de Londres (en húngaro: A londoni férfi) es una película húngara de 2007 dirigida por Béla Tarr y Ágnes Hranitzky. Es una adaptación de Tarr y el escritor colaborador László Krasznahorkai de la novela homónima (L'Homme de Londres) de 1934  del escritor belga Georges Simenon. La película cuenta con un reparto internacional que incluye al actor checo Miroslav Krobot, la británica Tilda Swinton y los actores húngaros János Derzsi e István Lénárt.
Una característica del trabajo de Béla Tarr son las secuencias extremadamente largas, que suelen durar varios minutos. En total, El hombre de Londres sólo tiene 29 planos secuencia y una duración de 132 minutos.
La trama sigue a Maloin, un anodino trabajador ferroviario que recupera un maletín que contiene una importante cantidad de dinero en la escena de un asesinato del que es el único testigo. Atormentado por la culpa y el miedo a ser descubierto, Maloin se hunde en el abatimiento y la frustración, lo que genera acritud en su casa. Mientras tanto, un detective de la policía inglesa investiga la desaparición del dinero y a los personajes sin escrúpulos relacionados con el crimen.
El hombre de Londres fue la primera de las películas de Tarr que se estrenó en competición en el Festival de Cine de Cannes, pero a pesar de ser muy esperada, no ganó ningún premio. El distribuidor francés achacó esto al mal doblaje y al retraso en la proyección, aunque la prensa se mostró desanimada por los planos prolongados y el ritmo plúmbeo de la película. Después de ser redoblado, se proyectó en el circuito de festivales de cine internacionales.
La recepción crítica de El hombre de Londres fue en general positiva, aunque menos unámime que la de las dos obras anteriores del director; Si bien los críticos hablaron elogiosamente de la formidable cinematografía y la meticulosa composición, sintieron que la película carecía de personajes convincentes. El crítico de Variety Derek Elley comentó que era poco probable que la película conciliara la división entre los espectadores de las películas de Tarr que consideran que el director es "un genio visionario o un aburrido".

## Trama
La película trata sobre un guardabarrera de mediana edad, Maloin (Miroslav Krobot), que vive en un apartamento decrépito en una ciudad portuaria con su nerviosa esposa Camélia (Tilda Swinton) y su hija Henriette (Erika Bók). Una noche, mientras se encuentra en su torre de observación en la terminal ferroviaria del puerto, Maloin presencia una pelea en el muelle. Uno de los sombríos combatientes cae al agua junto con el maletín que lleva; Cuando el otro huye del oscuro muelle, Maloin desciende clandestinamente de la torre y recupera el maletín, que encuentra lleno de billetes ingleses empapados. Maloin oculta el dinero y no le cuenta a nadie lo que ha visto. A la mañana siguiente, visita una taberna donde juega al ajedrez con el camarero (Gyula Pauer). De camino a casa, pasa por la carnicería donde trabaja su hija y descubre, indignado, que la tienen lavando el suelo. Más tarde, desde la ventana de su apartamento, se da cuenta de que Brown (János Derzsi) lo observa desde abajo. Durante la cena, Maloin se muestra cada vez más irascible, se dirige bruscamente a Henriette y discute con Camélia. Mientras tanto, Brown busca en el agua en el borde del muelle sin éxito antes de notar la torre de vigilancia que domina el muelle y a Maloin dentro.
Más tarde, en la taberna, un inspector de policía de Londres llamado Morrison (István Lénárt) discute con Brown el asunto del dinero robado. Morrison afirma estar trabajando en nombre del propietario de un teatro llamado Mitchell, un propietario de teatro de cuya oficina se robaron las 55.000 libras esterlinas. Morrison propone que Brown, al estar íntimamente familiarizado con la oficina de Mitchell, es el único hombre que conoce capaz de hacerse con el dinero sin dar la alarma. Morrison indica que a Mitchell sólo le importa que el dinero se devuelva rápidamente, e incluso está dispuesto a ofrecer a cambio dos noches de teatro. Cuando Morrison menciona haber visitado a la esposa de Brown y le pregunta qué debería decirle a Mitchell, Brown sale de la habitación fingiendo y se desliza por una puerta lateral. Mientras jugaba al ajedrez con el camarero, Maloin escuchó la conversación.
Maloin llama a la carnicería y arrastra a Henriette fuera de la tienda contra su voluntad y a pesar de las protestas de la esposa del carnicero (Kati Lázár). La lleva a la taberna a tomar una copa, donde escucha al camarero contarle a otro cliente la historia del encuentro de Brown con el inspector, revelando que Morrison había llamado a la policía local cuando Brown se fugó. Aunque Henriette rechaza su bebida, Maloin le compra una costosa estola de visón. Regresan a casa para consternación de Camélia, que no puede comprender por qué Maloin arruinó las posibilidades de trabajo de Henriette y gastó los pocos ahorros que tenía la familia en la extravagante estola. Durante el turno de Maloin la noche siguiente, Morrison lo visita y le pregunta sobre los acontecimientos de la noche anterior mientras se recupera el cuerpo del hombre ahogado.
Al día siguiente, en la taberna, Morrison se encuentra con la esposa de Brown (Agi Szirtes) y le dice que Brown está bajo sospecha por el robo y el asesinato en el muelle. Él le pide ayuda para encontrarlo y le repite la oferta de Mitchell a Brown, pero ella permanece en silencio. En casa, Henriette le dice a Maloin que encontró a un hombre en su cabaña a la orilla del mar, cerró la puerta con miedo y corrió a casa. Un Maloin agitado le dice que no se lo cuente a nadie y se va a la cabaña. Abre la puerta y, al no recibir respuesta cuando llama a Brown, entra y cierra la puerta. Minutos después reaparece respirando con dificultad. Después de hacer una pausa para recomponerse, cierra la puerta y se va. En la siguiente escena, Maloin le presenta el maletín a Morrison en la taberna y le pide que lo arreste, confesando haber matado a Brown hace una hora. Morrison se va con Maloin a la cabaña, ignorando las frenéticas preguntas de la esposa de Brown sobre su marido y entregándole el maletín al camarero al salir. La esposa de Brown sigue a los hombres hasta la cabaña y momentos después sale llorando con Morrison. De vuelta en la taberna, Morrison prepara dos sobres con una pequeña porción del dinero recuperado en cada uno. Uno se lo deja a la afligida viuda a quien le pide disculpas y le desea lo mejor, mientras que el otro se lo da a Maloin, diciéndole que su caso fue en defensa propia. Mientras se prepara para irse, Morrison le aconseja a Maloin que se vaya a casa y olvide todo el asunto. La cámara enfoca momentáneamente el rostro inexpresivo de la esposa de Brown antes de tornar al blanco.

## Elenco
- Miroslav Krobot como Maloin
- Tilda Swinton como la esposa de Maloin
- Erika Bók como Henriette
- János Derzsi como Brown

## Análisis
Según la crítica Martha P. Nochimson, la película es una exploración del lugar que ocupan las rupturas anónimas del orden social en la vida personal. En su mayor parte, las cuestiones de justicia operan en el trasfondo de El hombre de Londres, que pone en primer plano las percepciones y el punto de vista de un testigo accidental del asesinato que, como el espectador, no tiene conexión con nadie involucrado. La película trata principalmente de la textura del mundo del protagonista Maloin tal como lo experimenta de primera mano: niebla, luz, sombra, piel, paredes, suelos, ventanas, sonidos. Estos están mucho más cerca de Maloin que cualquier ley infringida que involucre a extraños, como en la muerte en el muelle. A diferencia del tropo del crimen que funciona como una ruptura con el aburrimiento de lo mundano para el hombre corriente hitchcockiano "excitantemente" atrapado en él, la interposición del crimen en las vidas de los personajes de El hombre de Londres es un suceso fantasma para aquellos, enterrados en el centro de los detalles mundanos de sus vidas. En otras palabras, la película de Tarr sugiere la posibilidad de que sólo en un plano abstracto el asesinato cometido por y sobre extraños cause revuelo y exija una investigación. En este contexto, resulta apropiado que la investigación la lleve a cabo un desconocido, el londinense, ya que la abstracción supone distanciarse de un contexto envolvente. Sólo la aparición del hombre de Londres, Brown, impulsa a Maloin a luchar con su alienación de facto, como hombre corriente, de los principios morales, una alienación vinculada, contraintuitivamente, a la ausencia de deseo en su rutina diaria.

## Trasfondo
El director Béla Tarr y el novelista y guionista László Krasznahorkai colaboraron desde que hizo La condena ((Kárhozat) en 1987. Con El hombre de Londres, intentaron adaptar la novela francesa de 1934 L'Homme de Londres del escritor belga Georges Simenon. La novela había sido adaptada dos veces al cine anteriormente; como L'Homme de Londres de Henri Decoin en 1943, y como Temptation Harbour de Lance Comfort en 1947 con William Hartnell, Robert Newton y Simone Simon en los papeles principales. El hombre de Londres fue una especie de desviación del realismo social de las películas anteriores de los colaboradores, ya que los personajes no ejemplifican ninguna clase social y la película se centra en su dinámica interna e interrelacional más que en su entorno. Tarr explicó que se había sentido atraído por adaptar la novela porque "trata de lo eterno y lo cotidiano al mismo tiempo. Se trata de lo cósmico y lo realista, lo divino y lo humano, y en mi opinión, contiene la totalidad de la naturaleza y el hombre, así como contiene su mezquindad."  Fue la primera de las películas del director que no empleaba el idioma húngaro ni un entorno de Europa del Este. El reparto de la película incluía al checo Miroslav Krobot, la británica Tilda Swinton y los húngaros János Derzsi e István Lénárt. Tarr compartió el crédito como director con Ágnes Hranitzky, la editora de la película y su colaboradora desde hace mucho tiempo.

## Producción
El desarrollo de la película fue problemático, con amenazas de pararla, falta de financiación y, en última instancia, la vuelta al trabajo. El proyecto fracasó por primera vez en febrero de 2005, cuando el productor de la película, Humbert Balsan, se suicidó.  Tarr informó haber recibido la noticia de la muerte de su productor dos días antes del inicio previsto del rodaje en Bastia, Córcega.  La muerte de Balsan provocó importantes dificultades económicas para la producción.  La película se creó como una coproducción con financiación francesa, alemana y húngara.  La productora TT Filmműhely, de Tarr, con sede en Budapest, proporcionaría la financiación húngara para el proyecto, mientras que Balsan se había asegurado la financiación francesa y alemana para la película mediante un préstamo del banco francés Coficiné.  Al enterarse de su muerte, el banco retiró su apoyo a la producción,  que luego fue pospuesta.
| Así que aquí es donde nos encontramos en este momento. El acuerdo con Ognon y Coficiné se ha cerrado, el contrato firmado se ha presentado ante los tribunales de París y pronto comenzaremos a rodar la película que ya se ha liberado del peso del pasado. Esperamos sinceramente que el descenso a los infiernos y la humillación terminen, que finalmente podamos apagar la luz en la sala de proyección y podamos ver de qué se trata. ¡Porque lo que se ha preparado a partir de este rodaje de aproximadamente media hora es algo que nos hace estar orgullosos a todos!—Comunicado de prensa del director Béla Tarr y del productor Gábor Téni, 6 de febrero de 2006. |

Después de conseguir financiación adicional de Eurimages y ARTE, Tarr utilizó estos fondos y los húngaros para realizar nueve días de rodaje en decorados que había construido, con un coste de 2 millones de euros. La financiación francesa para el rodaje fue cofinanciada por TT Filmműhely. Sin embargo, como los fondos estaban congelados, el subcontratista corso Tanit Films (controlado por el entonces productor ejecutivo de la película Jean-Patrick Costantini),  rescindió su contrato con Balsan y mediante acciones legales obligó a la producción a desmantelar los decorados y abandonar el lugar de rodaje. En ese momento, Ognon Pictures cerró la producción y se desvinculó de la película,  y Tarr se retiró a Hungría para reagruparse.
Las expresiones de simpatía y solidaridad de la comunidad cinematográfica europea se manifestaron en renovadas garantías de apoyo continuo de los socios alemanes de la producción, ARTE, y del Centro Nacional del Cine y la Imagen Animada (cuyo apoyo estaba condicionado a que la película tuviera el 51% de sus diálogos en francés).   Se obtuvo nueva financiación francesa de la productora Mezzanine Film, y en Hungría, la Fundación Cinematográfica Húngara (MMKA) y el ministro de Cultura se comprometieron a respaldar la producción si se podía garantizar que la película se terminaría de forma segura. Se negoció un cronograma de rodaje según el cual una cuarta parte del rodaje se realizaría en Europa del Este en lugar de Córcega y se asignarían menos días de rodaje. Esto permitió reducir el presupuesto original de 5 millones de euros en 700.000 euros hasta la cantidad disponible. Una vez aseguradas las promesas de financiación y un calendario de rodaje revisado, los productores de la película firmaron un nuevo contrato de coproducción en julio de 2005.
Mientras los abogados de la producción trabajaban para aclarar su situación legal en el verano de 2005, se supo que Ognon Pictures, la productora profundamente endeudada de Humbert Balsan, había prometido todos los derechos de la producción a Coficiné a cambio de préstamos. Con la producción estancada legalmente y enfrentando una larga batalla judicial para recuperar los derechos, los productores acordaron un acuerdo con el oficial de quiebras de Ognon.  Mientras tanto, los socios franceses de Mezzanine Film declararon su malestar por la escala de la producción y, tras un mutuo acuerdo con los productores, abandonaron el proyecto el 5 de septiembre de 2005. Después de reunirse con los productores y su nuevo socio francés, Paul Saadoun de 13 Production, Coficiné aceptó completar la película. El 6 de febrero de 2006, Tarr y el productor Gábor Téni emitieron un comunicado de prensa que documentaba detalladamente los avances de la problemática producción hasta esa fecha y expresaban su esperanza e intención de perseverar para completar la película.  Tarr reanudó debidamente el rodaje en marzo de 2006, después de un año de inactividad. Los realizadores dedicaron El hombre de Londres a su difunto colega Humbert Balsan.

## Estreno

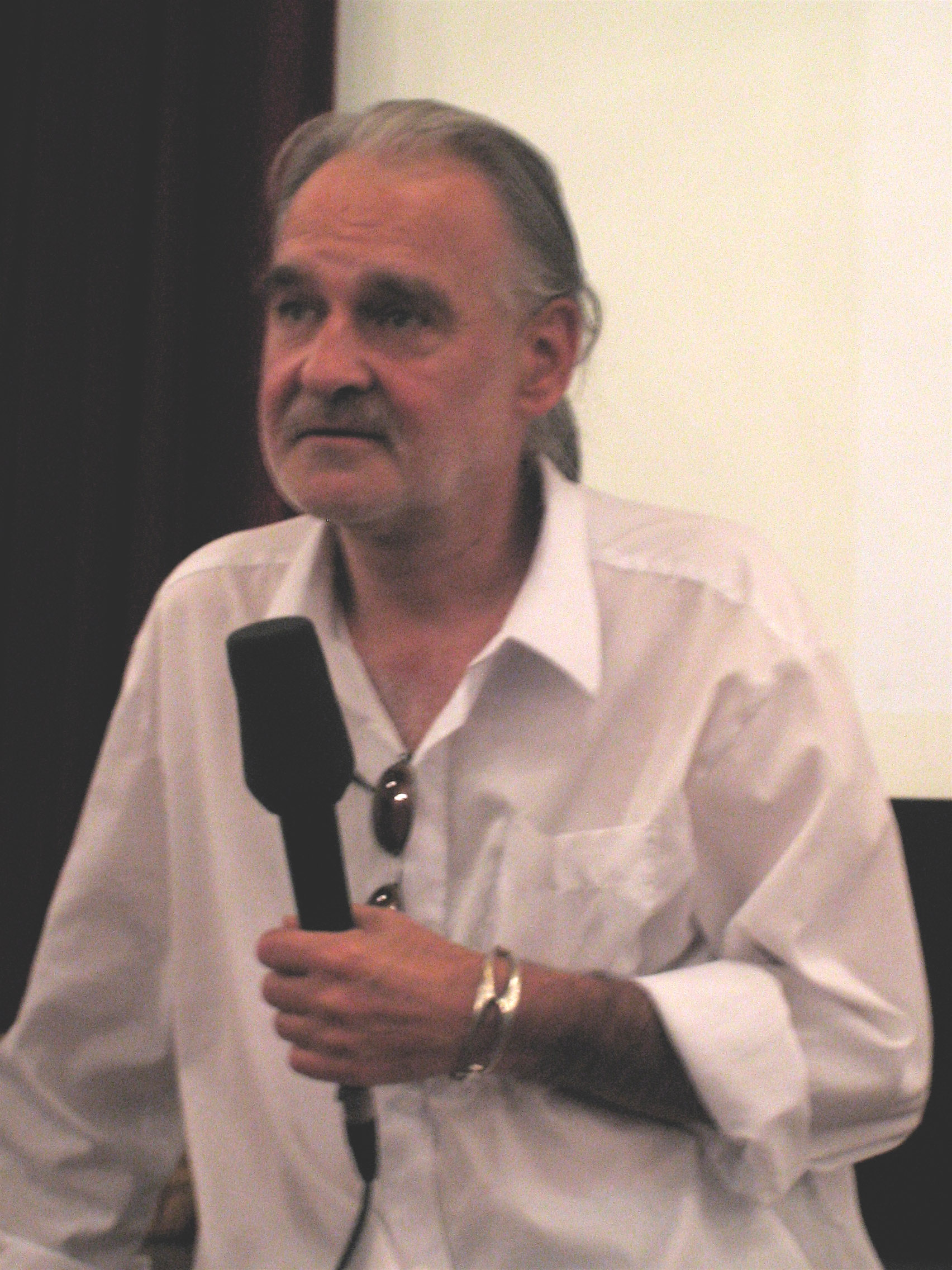
El director Béla Tarr en la proyección de la película en el Festival de Cine de Sarajevo.

El hombre de Londres se estrenó en competición en el Festival de Cine de Cannes de 2007, la primera película de Tarr en hacerlo. Aunque su proyección fue muy esperada,  el ritmo lento y los planos prolongados de la película "hicieron que la prensa huyera como ganado de matadero aterrorizado", como lo expresó The New York Times, y no ganó ningún premio. Este fracaso fue atribuido por la distribuidora francesa de la película, Shellac, a su tardía proyección y a la mala calidad del doblaje. La directiva del festival había rechazado previamente una propuesta para que la película abriera la Semana de Cine Húngaro fuera de competición. Tras su aparición en Cannes, la película se proyectó en los festivales de cine de Toronto, Melbourne, Edimburgo, Split, Vancouver y Nueva York. Resultó controvertida en Nueva York, donde partes del público reaccionaron favorablemente cuando la película pareció terminar prematuramente debido a una falla técnica; otros saludaron la conclusión real con fervientes aplausos y gritos de bravo.
Los derechos de venta globales de la película fueron comprados por Fortissimo Films,  y fue doblada nuevamente en francés e inglés. La nueva versión tuvo su estreno norteamericano en el Museo de Arte Moderno de la ciudad de Nueva York en septiembre de 2008. En el Reino Unido, la distribuidora Artificial Eye estrenó la película en cines en diciembre de 2008, 18 meses después de su estreno en Cannes. Más tarde lanzaron una caja de DVD de las películas de Tarr que recopilaban El hombre de Londres con La condena (1988) y Werckmeister Harmóniák (2000). En los Estados Unidos, la película tuvo un estreno limitado en mayo de 2009 por parte de IFC Films,  quien más tarde la puso a disposición a través de vídeo bajo demanda.

## Recepción de la crítica
La crítica a El hombre de Londres elogió en general su estética formalista y sus escenas minuciosamente compuestas, al tiempo que criticaron su ritmo lento y su falta de una trama convincente. La mayoría argumentó que la película no alcanzó los esfuerzos anteriores de Tarr. Derek Elley ' Variety, calificó la película a la par de La condena (1988), pero como inferior a Sátántangó (1994) y Werckmeister Harmóniák (2000), señalando que era improbable que El hombre de Londres pusiera fin a la polarización de la audiencia con respecto a Tarr, entre aquellos que lo saludan como un director de "genio visionario" y aquellos para quienes es un "aburrimiento tremendo". Martin Tsai de The New York Sun admitió que Tarr "hace que sea fácil para los espectadores perderse en su mundo bellamente sombrío y perder la noción del tiempo", pero se quejó de que, en comparación con sus predecesoras, el tema central de la película, la culpa, parecía insustancial y la película se sentía "ligera e incompleta".
El crítico del New York Times, Nathan Lee, describió El hombre de Londres como "arte inflado y formalista" y una "película escandalosamente estilizada y conceptualmente exigente" que deshumaniza y aliena a su audiencia.  Jeff Reichert de Reverse Shot, por el contrario, un entusiasta de Tarr desde hace mucho tiempo, elogió la película por su destreza técnica y su autoritario movimiento de cámara, comparando a Tarr con el director taiwanés Hou Hsiao-hsien por su rigor cinematográfico. Sin embargo, consideró que el material original era deficiente y que la partitura musical de Mihály Víg era "zumbante [y] chirriante". En The Hollywood Reporter, Kirk Honeycutt elogió la complejidad de la cinematografía y la fotografía monocromática, pero consideró que la película era "tediosa", "repetitiva" y "casi imposible de ver". En una reseña de la oferta de Cannes para Time Out, Dave Calhoun también llamó la atención sobre la meticulosa cinematografía y la duración de las tomas características de la película "austera y fascinante" de Tarr, y declaró que el doblaje de Swinton al húngaro era uno de los casos más extraños de desplazamiento cultural del festival.
En un informe desde Cannes, Peter Bradshaw de The Guardian describió la película como "extraña y lúgubre, pero fascinante", y elogió la actuación silenciosa de Agi Szirtes en el papel de la esposa de Brown como "extrañamente convincente".  Al revisar la película después de su estreno en cines, encontró el diálogo doblado afectado y extraño, la partitura cargada de fatalidad, el humor mordaz ocasional y la cinematografía fascinante, y señaló que el efecto neto era "inquietante, a veces absurdo, a veces deslumbrante". Ed González de The Village Voice concluyó que la película "es un ejemplo de estilo por el estilo, puro e intenso, pero desapasionado".